# Madianites
Els madianites foren una tribu beduïna que segons el Gènesi descendirien de Madian, que era un fill d'Abraham a través de la seva esposa Queturà: «Abraham s’havia casat amb una altra dona, que es deia Queturà, i que li va donar aquests fills: Zimran, Jocxan, Medan, Madian, Ixbac i Xúah.».
Els madianites també es creu que estan relacionats amb la Qenites (o quenites), ja que s'utilitzen indistintament en la Bíblia hebrea. Moisès germà-en-llei o el pare-en-llei són Qenites.
Els madianites foren un grup tribal semita, suposats descendents de Madian, un dels fills d'Abraham i de la seva concubina, Queturà. També són coneguts com a Agrais una tribu àrab de la regió entre la mar Roja i l'Eufrates, a la vora de les terres dels Nabateus, dels que potser només eren una branca. Els àrabs també esmenten als madianites a la seva tradició sota el nom de Madyan o Midyan.
El poble originat de Midian es va establir a l'est de la mar Morta, cap a Aràbia i part del Sinaí. Eren probablement un poble beduí, del grup que els egipcis anomenaren Shasu.
A la Bíblia, Moisès va passar 40 anys amb els madianites després de la sortida d'Egipte i en aquests anys es va casar amb Siporà, filla de Jetró, el sacerdot dels Midianites. Els madianites es van posar progressivament en contra dels israelites.
En temps dels jutges els dos prínceps madianites Oreb i Zeeb van saquejar territori dels israelites aliats als amalequites i als "fills de l'est" (els ismaïlites o àrabs), fins que foren derrotats a Gibeon. Després d'aquesta derrota els madianites desaparegueren com a poble.